# La banda del automóvil gris
La banda del automóvil gris ist ein Stummfilm des mexikanischen Regisseurs Enrique Rosas. Er ist dem Genre des Kriminalfilms zuzuordnen und erzählt die Geschichte einer Gang in Mexiko-Stadt, die die Menschen dort terrorisiert und letztendlich von der Polizei geschnappt wird. Zum Ende des Films werden die Gefangenen der Bevölkerung vor dem Gefängnis vorgeführt. La banda del automóvil gris gilt als einer der charakteristischen Filme für die Stummfilm-Ära in Mexiko.

## Handlung
In Mexiko-Stadt wird die Bevölkerung von einer Gang terrorisiert, die für ihre Überfälle und andere Verbrechen immer ein graues Auto nutzt. Die Polizei kann die Gruppe fassen und ihre Mitglieder werden zum Tode verurteilt. Am Tage der Vollstreckung des Todesurteils versammeln sich viele Bürger in bester Kleidung vor dem Gefängnis. Der Film endet dann damit, dass die Gefangenen aus dem Gefängnis geführt und an die Pfosten vor der Gefängnismauer, wo sie ihre Hinrichtung erwarten.

## Hintergrund
Die in La banda del automóvil gris erzählte Geschichte basierte auf einer wirklich existierenden Verbrecherbande, die in Mexiko-Stadt agierte und der Verbindungen in die Politik nachgesagt wurden. Nach mehreren Morden, Raubüberfällen und Entführungen wurden diese 1915 geschnappt. Der Regisseur Enrique Rosas filmte die Hinrichtung dieser Verbrecher, was ihn zur filmischen Umsetzung dieser Thematik inspirierte. Damit griff er ein mexikanisches Thema auf, während die meisten in Mexiko produzierten Filme dieser Zeit sich thematisch an französischen und italienischen Filmen orientierten. Der Film wurde von den Gesellschaften Azteca Films und Roses, Alva, y Cía produziert, Drehorte waren Mexiko-Stadt, Apam und Puebla. La banda del automóvil gris hatte am 12. Dezember 1929 in 28 Kinos in Mexiko-Stadt Premiere.